# Калининградский автовокзал
Калининградский автовокзал — автовокзал в Калининграде, обслуживает автобусные маршруты по Калининградской области, а также некоторые международные. Расположен на площади Калинина («формальный» адрес — ул. Железнодорожная, 7), в непосредственной близости от главного железнодорожного вокзала Калининград-Пассажирский (Южный вокзал).

## История
Автовокзал был построен в 1971 году по проекту архитекторов Л. М. Гольдвассера, М. Т. Суслова и А. И. Гараниной (Ленинградский филиал «Гипроавтотранса»). Строительные работы выполнялись калининградским СМУ-4.
Стиль здания — советский модернизм. Характерной особенностью внешнего облика являются объемные алюминиевые панели, которыми облицован фасад. Интерьер был оформлен витражами, штампованными формами из анодированного алюминия, природным камнем.
В 2022 году здание было отремонтировано. Металлические панели были сняты, что вызвало обеспокоенность части местных жителей, которые опасались, что здание утратит свой исторический облик, однако директор предприятия Алёна Беликова пообещала, что после чистки панели вернут на место. Также планируется приблизить интерьер к тому облику, который он имел в 1971 году.
Здание не имеет статуса памятника истории, однако в 2020 году активисты предлагали внести его в реестр объектов культурного наследия.